# Пламя в душе
«Пламя в душе́» (англ. Fires Within) — американский кинофильм 1991-го года режиссёра Джиллиан Армстронг.

## Сюжет
Изабель с дочерью бегут с Кубы на плоту. Их спасает молодой рыбак Сэм, у которого вспыхивает любовь с Изабель. А в кубинской тюрьме остался её муж Нестор… Через несколько лет он также бежит с Кубы и приезжает в Майами, мечтая воссоединиться со своей семьёй. И теперь Изабель предстоит сделать выбор между своим подзабытым кубинским мужем и страстным, порой пугающим американским любовником. А Нестору тем временем будут надоедать политически активные кубинские эмигранты, желающие, чтобы он продолжил деятельность против Фиделя Кастро.

## В ролях
- Джимми Смитс — Нестор
- Грета Скакки — Изабель
- Винсент Д'Онофрио — Сэм
- Луис Авалос — Виктор Эрнандес
- Бертила Дамас — Эстелла Санчес
- Брайан Миранда — Виктор Эрнандес младший